# Xantato

Estructura química del ácido xántico

Los xantatos son las sales y ésteres del ácido xántico, ROC(=S)SH u O-ésteres del ácido ditiocarbónico, donde R es cualquier radical orgánico. Muchos xantatos tienen coloración amarillenta, de donde se deriva su nombre, que proviene del griego ξανθός [xantʰós] xanthous, que significa amarillo, y el sufijo químico "-ato" que indica que es una sal o éster. IUPAC no recomienda el uso de este término, que no debe confundirse con xantolo.
Los xantatos se pueden producir a partir del disulfuro de carbono, y se usan como agentes de flotación en el procesado de minerales. Son intermediarios en la eliminación de Chugaev. Los xantatos también se usan para controlar la polimerización de radicales durante el proceso RAFT, también llamado MADIX.